# William Waldegrave, 9. hrabě Waldegrave
William Frederick Waldegrave, 9. hrabě Waldegrave (William Frederick Waldegrave, 9th Earl Waldegrave, 9th Viscount Chewton, 10th Baron Waldegrave of Chewton, 13th Baronet Waldegrave of Hever Castle) (2. března 1851 – 12. srpna 1930) byl britský politik ze šlechtické rodiny Waldegrave, od mládí člen Sněmovny lordů, později díky příbuzenským vazbám zastával několik nižších funkcí ve vládě, v letech 1896–1911 byl mluvčím Konzervativní strany v Horní sněmovně.

## Životopis
Pocházel ze starobylé šlechtické rodiny připomínané od 13. století pod původním jménem Walgrave, byl vnukem admirála 8. hraběte Waldegrave. Narodil se jako starší syn Williama Waldegrave, vikomta Chewtona (1816–1854), který v hodnosti kapitána padl v krymské válce. Hraběcí titul zdědil v roce 1859 a po dosažení zletilosti vstoupil do Sněmovny lordů. Studoval v Etonu a Cambridge, poté krátce sloužil v armádě a dosáhl hodnosti majora. U dvora byl lordem komořím královny Viktorie (1886–1892 a 1895–1896), ve vládě markýze ze Salisbury zastával dvorskou funkci velitele královské tělesné stráže (Captain of the Yeomen of the Guards, 1896–1905), od roku 1897 byl též členem Tajné rady. V letech 1896–1911 byl zároveň mluvčím Konzervativní strany ve Sněmovně lordů. Kromě toho byl smírčím soudcem a zástupcem místodržitele v hrabstvích Middlesex a Somerset.
V roce 1874 se oženil se svou sestřenicí Mary Dorotheou Palmer (1850–1933), dcerou právníka Roundella Palmera a sestrou politika 2. hraběte ze Selborne, přes tuto rodinu měl také blízké vazby na premiéra 3. markýze ze Salisbury. Měli spolu tři děti, dědicem titulů byl jediný syn William Waldegrave, 10. hrabě Waldegrave (1882–1933).
V roce 1883 prodal hlavní rodové sídlo Strawberry Hill House v Londýně, dědictví po rodu Walpole. Nadále v majetku rodu zůstalo starší rodové sídlo Chewton House v Somersetu.